# SETI協会
SETI協会, SETI研究所（英語: SETI Institute）は、地球外生命の発見を目的とした非営利組織。本部はカリフォルニア州マウンテンビューにある。
「宇宙に存在する生命、その起源・性質・存在頻度の調査・理解・解明」を使命とし、その一つの試みとして、電波および光学望遠鏡を用いた地球外生命起源の有為信号の探査を行っている（地球外知的生命体探査 SETI）。また太陽系外惑星の発見や、火星等の太陽系天体における生命の可能性、銀河系におけるハビタブルゾーン（極限環境微生物の研究も含む）に対する研究もカール・セーガン・センターにおいて行われている。
SETI協会はアウトリーチ活動の一環として、教育者・生徒を対象とした科学教育の推進、進化論教育、NASAにおけるケプラーや成層圏赤外線天文台などの探査ミッションの仕事体験、そしてラジオ番組 Are We Alone? の企画等を行っている。
調査研究にはアレン・テレスコープ・アレイ、アレシボ電波天文台、グリーンバンク望遠鏡、ハッブル宇宙望遠鏡、スピッツァー宇宙望遠鏡が利用されている。

## 歴史
1985年、SETI協会は501(c)(3)カリフォルニア非営利組織としてトーマス・ピアソン (CEO) とジル・ターターらにより設立された。
予算や指揮は、協会の発足時からカール・セーガン、バーナード・オリバー、デビッド・パッカード、ウィリアム・ヒューレット、ゴードン・ムーア、ポール・アレン、ネイサン・ミアボルド、ルイス・プラット、グレッグ・パパドポラスらの支援を受けている。
またチャールズ・タウンズとバルーク・サミュエル・ブランバーグら2名のノーベル賞受賞者も協会に携わっている。
現在はジル・ターターがSETI活動の指揮を執り、フランク・ドレイクがカール・セーガン・センターの理事を務め、そして Edna DeVore が教育・アウトリーチの理事となっている。

## 財政支援
SETI協会は様々な団体・個人から財政支援を受けている。一般に思われていることとは異なり、政府予算がSETI探査に計上されることはなく、全て民間からの寄付により賄われている。
またSETI協会の天文学的調査には、NASAやアメリカ国立科学財団からの資金提供もある。TeamSETI は、SETI協会のワールドワイドな支援団体である。

## カール・セーガン・センター
50名を越す研究員が雇われ、生命に対する多角的な研究に従事している。
研究員にはローランス・ドイル、ピーター・イェニスキンズ、パスカル・リー、フランク・マーキスらが含まれる。